# Jennifer Ewbank
Jennifer Ewbank (Den Haag, 27 juli 1987) is een Nederlandse zangeres, pianist en componist. Ze verwierf bekendheid door haar deelname aan het televisieprogramma The voice of Holland (2010), als halfzus van John Ewbank, de componist van jurylid Marco Borsato. In 2011 kwam haar debuutalbum London Tree uit.

## Levensloop
Al op jonge leeftijd speelde muziek een rol in haar leven. Na het afronden van de middelbare school ging ze een opleiding volgen aan de Sound-academie van Hilversum. In 2010 was Ewbank al van plan om een debuutalbum op te nemen, maar ze besloot mee te doen aan het programma The voice of Holland, waar ze onder de vleugels van coaches Nick & Simon belandde. Ze bereikte de liveshows, kreeg veel kritiek te verduren, maar haalde toch de halve finales en zong twee nummers de Single Top 100 binnen. Haar concurrent Pearl Jozefzoon ging door naar de finale.
Op 11 augustus 2011 kwam haar eerste single Line in a song uit, gevolgd een tweede single Stars op 21 oktober 2011. Haar debuutalbum London Tree verscheen op 27 oktober 2011. De meeste liedjes op London Tree zijn geen eigen nummers. Er staat één zelfgeschreven nummer op, namelijk de titelsong. Dit nummer schreef Jennifer samen met Rigby-frontman Christon Kloosterboer.
In december 2011 nam ze deel met diverse artiesten aan het project, het in stand houden van het Metropole Orkest, door middel van de single Wereldwijd Orkest onder Vince Mendoza. Op 13 januari 2012 bracht ze haar derde single There's Us uit, een cover van het gelijknamige nummer van de Canadese zangeres Alexz Johnson uit 2006. De single is tevens het titelnummer van de Nederlandse film Taped.
Ewbank sprak in 2012 de stemmen in van twee feeën in Winx Club 3D: Magisch Avontuur.
In februari van 2013 speelde Jennifer Ewbank de rol van Tinkerbell in de arenashow Peter Pan - The Never Ending Story, een productie van het Belgische Music Hall Group. Hierin vloog Jennifer door de Vorst Nationaal in Brussel en vijf keer door een uitverkochte Ziggo Dome in Amsterdam. In oktober werd de show wegens succes herhaald in Ahoy Rotterdam
Jennifer werkte in 2013, net als zo'n 50 andere Nederlandse artiesten, mee aan het Koningslied dat door haar broer John Ewbank is gecomponeerd en geproduceerd. Het Koningslied werd op 30 april 2013, tijdens de inhuldiging van Koning Willem-Alexander, gezongen in het Ahoy Rotterdam en via een livestream gepresenteerd aan het koninklijk paar.
In 2013 sprak Ewbank enkele overige stemmen in voor de Pixar animatiefilm Monsters University.
In 2023 was Ewbank te zien als secret singer in het televisieprogramma Secret Duets. In datzelfde jaar was ze te zien in het televisieprogramma DNA Singers waarin ze samen met haar nichtje Day zong. Ook deed Ewbank in 2023 mee aan het televisieprogramma De Alleskunner VIPS, waarin ze op de 23ste plaats eindigde.

## Privé
Jennifer Ewbank is de jongere halfzus van componist John Ewbank. Ze trouwde op 24 augustus 2013 en heeft een dochter en een zoon.

## Discografie

### Albums
| Album met eventuele hitnotering(en) in de Nederlandse Album Top 100 | Datum van verschijnen | Datum van binnenkomst | Hoogste positie | Aantal weken | Opmerkingen |
| ------------------------------------------------------------------- | --------------------- | --------------------- | --------------- | ------------ | ----------- |
| London Tree                                                         | 27-10-2011            | 29-10-2011            | 9               | 7            |             |

### Singles
| Single met eventuele hitnotering(en) in de Nederlandse Top 40 | Datum van verschijnen | Datum van binnenkomst | Hoogste positie | Aantal weken | Opmerkingen                                                                                                 |
| ------------------------------------------------------------- | --------------------- | --------------------- | --------------- | ------------ | --- |
| Can't get you out of my head                                  | 2010                  | -                     |                 |              | Nr. 49 in de Single Top 100                                                                                 |
| What the world needs now                                      | 2010                  | -                     |                 |              | Nr. 47 in de Single Top 100                                                                                 |
| Line in a song                                                | 2011                  | 27-08-2011            | tip2            | -            | Nr. 20 in de Single Top 100                                                                                 |
| Imagine                                                       | 2011                  | -                     |                 |              | Nr. 94 in de Single Top 100                                                                                 |
| Wereldwijd orkest                                             | 2011                  | 03-12-2011            | 12              | 4            | Als onderdeel van Diverse artiesten / met Het Metropole Orkest & Vince Mendoza / Nr. 1 in de Single Top 100 |
| Koningslied                                                   | 19-04-2013            | 27-04-2013            | 2               | 4            | als onderdeel van Nationaal Comité Inhuldiging / Nr. 1 in de Single Top 100                                 |

| Single met hitnotering(en) in de Vlaamse Ultratop 50 | Datum van verschijnen | Datum van binnenkomst | Hoogste positie | Aantal weken | Opmerkingen                                    |
| ---------------------------------------------------- | --------------------- | --------------------- | --------------- | ------------ | ---------------------------------------------- |
| Koningslied                                          | 2013                  | 11-05-2013            | 41              | 1            | als onderdeel van Nationaal Comité Inhuldiging |